# Quản lý khách tham quan

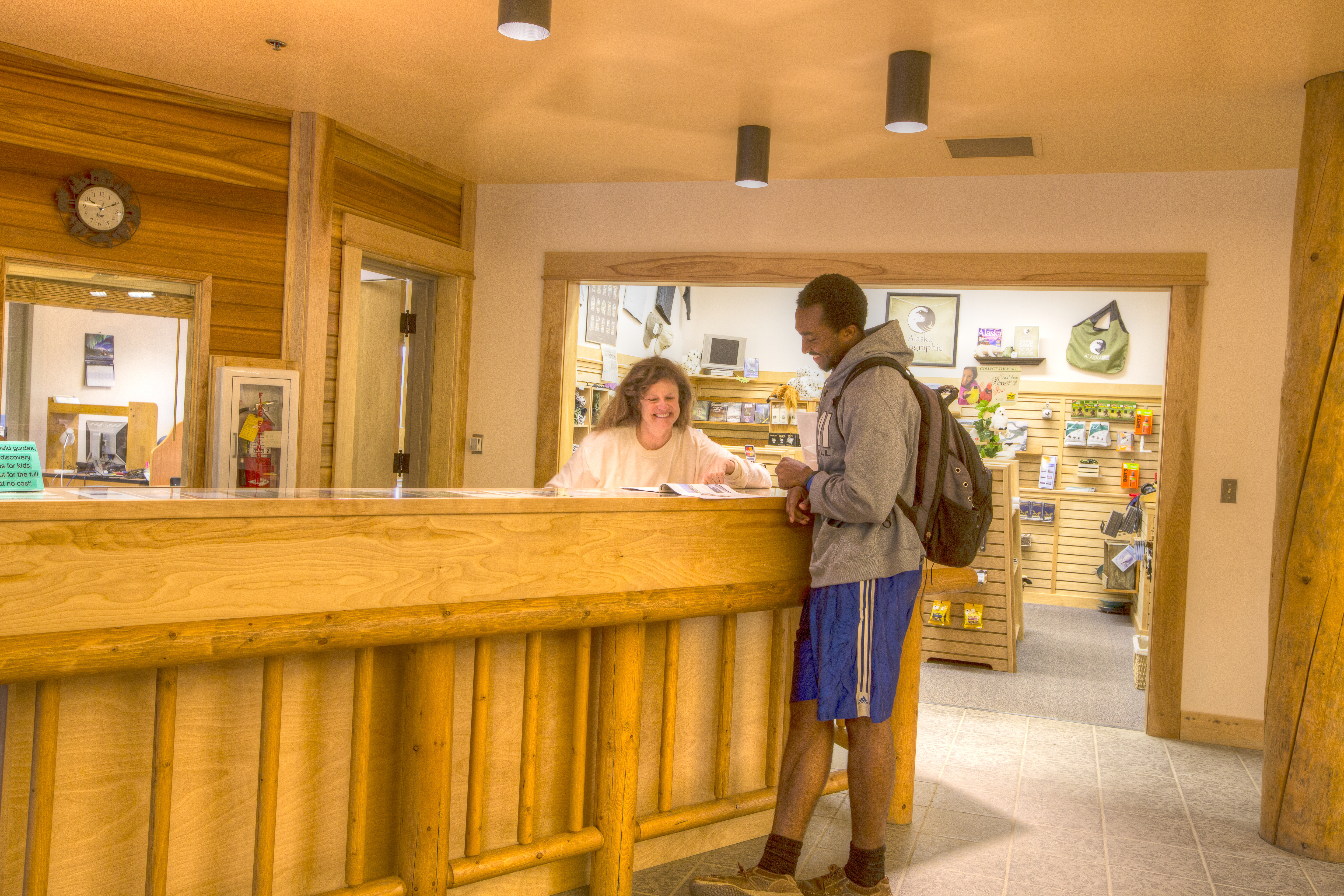
Một nữ tiếp tân đang hướng dẫn cho du khách

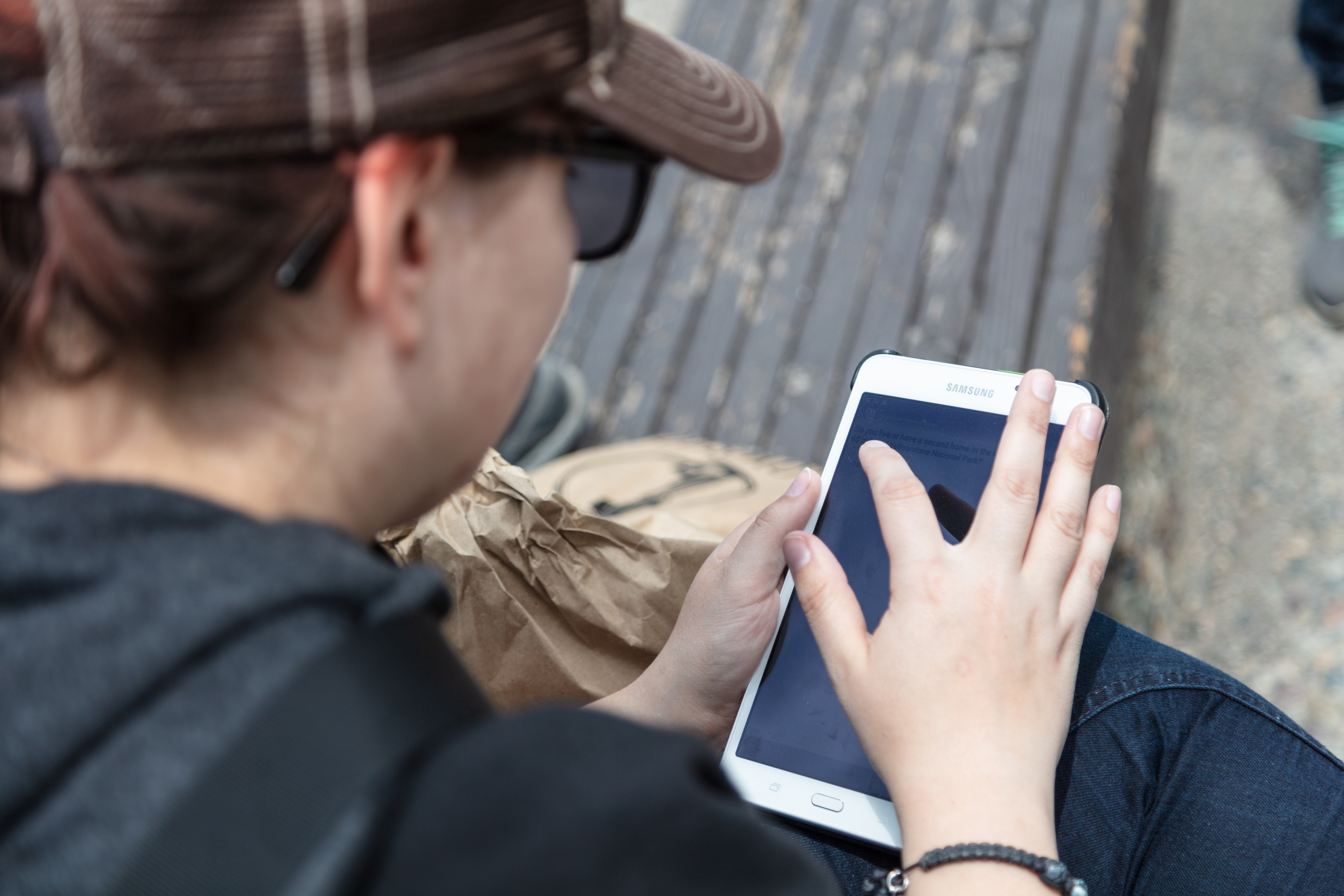
Khảo sát hướng dẫn khách tham quan ở công viên quốc gia

Quản lý khách tham quan (Visitor management) đề cập đến một tập hợp các hoạt động hoặc những biện pháp bổ sung mà người quản lý có thể sử dụng để theo dõi việc sử dụng tòa nhà hoặc địa điểm lưu trú của du khách. Bằng cách thu thập thông tin này, hệ thống quản lý khách truy cập có thể ghi lại việc sử dụng các tiện nghi của khách được truy cập cụ thể và cung cấp tài liệu về nơi ở của khách đến. Những người ủng hộ hệ thống quản lý thông tin khách tham quan cho rằng một lợi ích là tăng cường an ninh, đặc biệt là ở trường học. Khi ngày càng nhiều phụ huynh yêu cầu nhà trường phải có hành động bảo vệ trẻ em khỏi những kẻ rình mò xâm hại, một số khu vực trường học đang chuyển sang hệ thống quản lý khách hiện đại không chỉ theo dõi thời gian lưu trú của khách mà còn kiểm tra thông tin của khách với cơ sở dữ liệu tội phạm quốc gia và địa phương. Những nơi chốn thường áp dụng các biện pháp quản lý khách đến như trường học, tòa nhà thương mại, Văn phòng, Trung tâm hội nghị, xí nghiệp, nhà máy sản xuất để quản lý nhà thầu, trụ sở, nơi làm việc chung và bệnh viện.

## Đại cương
Hệ thống quản lý khách truy cập điện tử hoặc máy tính cơ bản sử dụng mạng máy tính để theo dõi và ghi lại thông tin khách truy cập và thường được lưu trữ trên iPad hoặc ki-ốt không cần chạm. Hệ thống quản lý khách truy cập điện tử cải thiện hầu hết các điểm hạn chế bất tiện của hệ thống ghi chép trên giấy. Trong bối cảnh ngày nay thì có thể kiểm tra ID của khách truy cập với cơ sở dữ liệu quốc gia và địa phương, cũng như cơ sở dữ liệu nội bộ để tìm ra các vấn đề bảo mật tiềm ẩn. Trong một số trường hợp, các hệ thống này sẽ quét ID của khách truy cập (thường là giấy phép lái xe) và đối chiếu bản quét với cơ sở dữ liệu tội phạm và tội phạm tình dục. Phần mềm quản lý khách SaaS dành cho trường học cho phép người quản lý kiểm tra khách khi vào khuôn viên trường, thường kiểm tra tình trạng tội phạm tình dục và hạn chế những người vào trường trái phép. Phần mềm quản lý khách truy cập SaaS dành cho ngành bất động sản cho phép chủ nhà và người quản lý kiểm soát và giám sát quyền truy cập từ xa mà không cần phải chuyển chìa khóa và hiện vật thẻ khóa cho người thuê mới. 
Phần mềm quản lý khách truy cập SaaS dành cho các văn phòng thương mại cho phép người quản lý cơ sở tự động hóa khu vực lễ tân của tòa nhà với những người ủng hộ loại hệ thống này tuyên bố nhiều lợi ích, bao gồm cả bảo mật và quyền riêng tư. Nhiều hệ thống quản lý khách truy cập SaaS hiện đại là các ứng dụng dựa trên máy tính bảng và là giải pháp máy khách mỏng vận hành phần mềm dưới dạng dịch vụ trong điện toán đám mây. Hệ thống quản lý khách truy cập dựa trên điện thoại thông minh hoạt động tương tự như hệ thống dựa trên web, nhưng chủ nhà có thể nhận thông báo hoặc cảnh báo theo thời gian thực trên thiết bị của họ. Chủ nhà có thể cho phép hoặc từ chối khách truy cập dựa trên sở thích hoặc tình trạng sẵn có của khách. Hệ thống quản lý khách truy cập dựa trên điện thoại thông minh cũng cho phép các tính năng như đăng nhập tự động và không cần chạm bằng các công nghệ bao gồm mã QR và hàng rào địa lý. Hệ thống quản lý khách truy cập dựa trên đám mây cung cấp khả năng tích hợp với các hệ thống quản lý nơi làm việc khác, chẳng hạn như ứng dụng giao tiếp, kiểm soát truy cập, báo cáo dữ liệu và thông tin xác thực Wi-Fi. Hệ thống quản lý khách truy cập tích hợp sẽ sắp xếp, hợp lý hóa và thu thập dữ liệu quan trọng mà người quản lý cơ sở có thể sử dụng để hiểu nơi làm việc của họ đồng thời mang lại trải nghiệm tuyệt vời cho nhân viên và khách truy cập. Với API mở, các hệ thống quản lý khách truy cập hiện đại có thể tích hợp với bất kỳ phần mềm và quy trình làm việc nào mà không bị giới hạn.